# Эльяш, Николай Иосифович
Никола́й Ио́сифович Эльяш (30 октября 1916, Керчь — 24 октября 1990, Москва) — советский историк театра, балетовед и театральный критик, педагог, кандидат искусствоведения (1962), Заслуженный деятель искусств РСФСР (1974).

## Биография
Окончил Крымский педагогический институт в 1937 и театроведческий факультет ГИТИСа в 1950 году. С 1938 выступал в печати по вопросам теории, истории и современной практики балета. В годы войны был активным подпольщиком в Симферополе при оккупации фашистами Крыма.
В 1951—57 годах преподавал в Московском хореографическом училище. С 1950 года и до конца жизни преподавал в ГИТИСе (с 1976 — профессор): читал курсы истории балета, истории русского театра, вёл семинар театральной критики.

### Книги
- Н.И. Эльяш. Зрителю о балете. — М.: Знание, 1963. — 48 с.
- Е. Надеждина, Н. Эльяш. Большой балет. — М., 1964.
- Н.И. Эльяш. Русская Терпсихора. — М.: Советская Россия, 1965. — 232 с.
- Н.И. Эльяш. Пушкин и балетный театр. — М.: Искусство, 1970. — 344 с. — 10 000 экз.
- Н.И. Эльяш. Русская Терпсихора. — 2-е. — М.: Советская Россия, 1970. — 144 с. — (В помощь художественной самодеятельности).
- Н.И. Эльяш. Образы танца. — М.: Знание, 1970. — 240 с. — (Народный университет). — 30 000 экз.
- Н.И. Эльяш. Авдотья Истомина. — Л.: Искусство, 1970. — 192 с. — (Корифеи русской и зарубежной сцены). — 50 000 экз.
- Н.И. Эльяш. Поэзия танца (фотоальбом). — М.: Искусство, 1971. — 270 с. — 10 000 экз.
- Н.И. Эльяш. Марис Лиепа (фотоочерк). — М., 1973.
- Н.И. Эльяш. Балет народов СССР. — М.: Знание, 1977. — 168 с. — (Народный университет культуры. Факультет литературы и искусства). — 40 000 экз.

### Избранные статьи
- Эльяш Н. Книга о балете // журнал «Театр». 1957. № 1.
- Эльяш Н. Лирическая танцовщица // журнал «Театральная жизнь». 1958. № 3.
- Эльяш Н. Поэтично, легко, празднично [Бюбюсара Бейшеналиева] // газета «Советская культура». 1958. 23 октября.
- Эльяш Н. Н. М. Дудинская — Сари // Театральный Ленинград : журнал. — Л., 1958. — № 40.
- Эльяш Н. Современность в балете // Театральный Ленинград.—1959.—№ 2
- Эльяш Н. Амуры, бродяжки, ямщики… // журнал «Театральная жизнь». 1959. № 13.
- Эльяш Н. Сказать ли вам, кто он таков? // журнал «Театральная жизнь». 1959. № 17.
- Эльяш Н. Образное раскрытие большой темы // Советская культура.—1959.—№ 86
- Эльяш Н. Замечательный дуэт // Труд.—1959.—№ 243
- Эльяш Н. Два бурятских балета // «Советская культура». 1959. 05 декабря.
- Эльяш Н. Размышления о балетной классике // журнал «Советская музыка». 1959. № 12.
- Эльяш Н. Обновление // «Театральная жизнь». 1960. № 4.
- Эльяш Н. Тема и воплощение // «Советская культура». 1960. 02 июня.
- Эльяш Н. Хореография в оперетте // «Советская музыка». 1960. № 9.
- Эльяш Н. Просто о сложном искусстве // газета «Литература и жизнь». 1961. 27 августа.
- Эльяш Н. «Сказка о мёртвой царевне» // «Театр». 1961. № 9.
- Эльяш Н. Эксперимент и мода // «Театральная жизнь». 1961. № 22.
- Эльяш Н. Воронежский музыкальный // «Советская музыка». 1962. № 11.
- Эльяш Н. Традиции и традиционность // «Театральная жизнь». 1962. № 23.
- Эльяш Н. Подвиги космонавтов // «Советская культура». 1960. 08 августа.
- Эльяш Н. Вахтанг Чабукиани // «Театральная жизнь». 1965. № 7.
- Эльяш Н. Встречи и споры // «Советская культура». 1965. 12 августа.
- Эльяш Н. Анна // Труд. 1966. 02 марта.
- Эльяш Н. Танцовщик из Перми // «Театральная жизнь». 1966. № 11.
- Эльяш Н. Эскиз к портрету [Владимир Васильев] // «Театральная жизнь». 1967. № 6.
- Эльяш Н. На Родине Асели [Бюбюсара Бейшеналиева] // «Музыкальная жизнь». 1968. № 16.
- Эльяш Н. Вдохновенный академизм // «Советская культура». 1969. 11 мая.
- Эльяш Н. Балет Киргизии // Советская культура : газета. — М., 1970. — № 2 июля.
- Эльяш Н. Балет на льду // Известия. 1972. 20 июня.
- Эльяш Н. Ленинградский балет // «Советская культура». 1972. 20 июля.
- Эльяш Н. Поиски и обретения // «Театральная жизнь». 1978. № 18.
- Эльяш Н. Большой вечер бурятского балета // газета «Правда Бурятии». 1979. 12 мая.
- Эльяш Н. Уроки современного танца // «Театральная жизнь». 1980. № 4.
- Эльяш Н. Интернациональное и национальное в советской хореографии // Вопросы воспитания балетмейстеров в театральном вузе. — М.: ГИТИС, 1980. — С. 14—24. — 183 с.
- Эльяш Н. Утро нового века // Известия.—1982.—6 ноября
- Эльяш Н. Многонациональная палитра // журнал «Советский балет». 1982. № 6.
- Эльяш Н. Поэзия жеста [Представляем московский ансамбль пластической драмы] // Известия. 1983. 10 ноября.
- Эльяш Н. Страницы календаря [Лили Гварамадзе] // «Советский балет». 1984. № 1.
- Эльяш Н. Романтические раздумья Тома Шиллинга // «Советский балет». 1984. № 4.
- Эльяш Н. Поиски и свершения // «Советский балет». 1985. № 1.
- Эльяш Н. Вахтанг Чабукиани // «Музыкальная жизнь». 1985. № 5.
- Эльяш Н. Поэт танца [Константин Сергеев] // «Музыкальная жизнь». 1985. № 13.
- Эльяш Н. Мудрость простых истин // «Советский балет». 1985. № 5.
- Эльяш Н. Интербалет-85 // Музыкальная жизнь. 1985. № 21.
- Эльяш Н. Балет о легендарном комиссаре // Известия. 1986. 05 января.
- Эльяш Н. «Цветами осыпан шелковый путь» // Музыкальная жизнь. 1986. № 2.
- Эльяш Н. Этюды к портрету [Людмила Семеняка] // «Советский балет». 1986. № 3.
- Эльяш Н. Новая жизнь бессмертного Комиссара // Музыкальная жизнь. 1986. № 8.
- Эльяш Н. Возрождение школы // «Советский балет». 1986. № 5.
- Эльяш Н. Послесловие к «Болдинской осени» // «Советский балет». 1987. № 4.
- Эльяш Н. Ода незабываемому // «Советский балет». 1987. № 5.
- Эльяш Н. Спустя четверть века // «Советский балет». 1987. № 6.
- Эльяш Н. «Ромео и Джульетта» // м. 1987. № 20.
- Эльяш Н. Уроки побед и поражений // «Советский балет». 1988. № 5.
- Эльяш Н. 50, 30, 20 // «Советский балет». 1988. № 6.
- Эльяш Н. Обновляется жизнь, изменяются понятия… // «Советский балет». 1989. № 2.
- Эльяш Н. Твой сверстник — Маугли // «Советский балет». 1990. № 5.